# Trudoliubivka, Sofiivka
Trudoliubivka (în ucraineană Трудолюбівка) este un sat în comuna Novoiulivka din raionul Sofiivka, regiunea Dnipropetrovsk, Ucraina.

## Demografie
Componența lingvistică a localității Trudoliubivka
     Ucraineană (96,61%)
     Rusă (3,39%)
Conform recensământului din 2001, majoritatea populației localității Trudoliubivka era vorbitoare de ucraineană (96,61%), existând în minoritate și vorbitori de rusă (3,39%).